# Válter Vasconcelos
Válter Vasconcelos Fernandes, conhecido como Válter Vasconcelos ou simplesmente Vasconcelos (Belo Horizonte, 25 de maio de 1930 — Brusque, 22 de janeiro de 1983) foi um futebolista brasileiro.
Meia-esquerda que atuou do Santos na década de 50, sendo o último camisa 10 santista antes de Pelé. É o 16º maior artilheiro da história do Santos, com 114 gols.

## Carreira
Seus primeiros passos no mundo da bola foram nas categorias amadoras do Vasco em meados de 1948. Se firmou na equipe de aspirantes somente em 1949, como meia-direita, já que Jansen, convocado para o selecionado olímpico, atuava pela meia-esquerda naquela formação do clube cruzmaltino.
Sem muitas perspectivas de efetivar seu lugar na forte linha ofensiva que contava com Alfredo, Ipojucan, Ademir, Maneca e Djair, Vasconcelos aceitou sua transferência para a cidade de Santos no final de 1950, para jogar na Portuguesa Santista. Assim, fez suas malas e desembarcou no Estádio Ulrico Mursa em 1951.
Permaneceu na Lusinha até o final da temporada de 1952, quando o Santos adquiriu seus direitos federativos por 350 mil cruzeiros para disputar os compromissos da temporada de 1953, mesmo com suspeitas de que Vasconcelos era possuidor de uma moléstia cardíaca.
Em sua estreia no Peixe, em 15 de março de 1953, dois meses antes de completar 23 anos, Vasconcelos teve uma atuação excepcional e marcou dois gols na goleada de 6 a 2 em amistoso contra o Juventus, na Vila Belmiro. Naquele ano, foi o artilheiro do Torneio Rio-São Paulo de 1953, com oito gols. Também foi o artilheiro máximo do esquadrão santista nos anos de 1953 e 1954 com 25 gols em ambos os anos.
No Campeonato Paulista de 1955, que encerrou o jejum de 20 anos sem título estadual do Peixe, Vasconcelos participou de 24 jogos dos 26 disputados pelo Santos, sendo o vice-artilheiro da conquista do Peixe com 13 gols.
O feito rendeu a Vasconcelos a convocação para a Seleção Brasileira. No escrete canarinho, Vasconcelos atuou em duas partidas no ano de 1955.

### Relação com Pelé
Vasconcelos foi um dos responsáveis por cuidar de Pelé quando jovem logo que chegou ao clube da praiano.
| “ | Num dia de jogo na Vila Belmiro pelo Campeonato Paulista de 1956, Valdemar e Dondinho chegaram com Pelé, que aos 15 anos vestia calças compridas pela primeira vez e nunca tinha visto uma cidade e um estádio tão grandes. O garoto, que estava ansioso para conhecer Zito, foi ao vestiário ao fim do jogo e conheceu todos os cobras do Santos. O técnico Lula, que havia sido alertado por Valdemar de Brito para as habilidades do garoto, perguntou, sorridente: "Então você é o tal Pelé, hein?! Já estávamos esperando por você. Fique à vontade!". Dondinho pediu para os jogadores tomarem conta do filho, e Vasconcelos, titular da camisa 10 que um dia seria consagrado pelo garoto pequeno e tímido que chegava, agarrou Pelé pelo pescoço e respondeu: "Pode deixar!". | ” |

Em maio de 1956, alguns jogadores do Santos estavam na casa do goleiro Manga, comemorando seu aniversário. Lá pelas tantas foram contar ao Vasconcelos que Pelé estava com um copo de bebida na mão. Vasconcelos largou seu próprio copo, foi até onde estava Pelé, ficou olhando sério e acabou dando um tapa na mão do companheiro, jogando o copo longe. Ele se considerava um dos responsáveis por aquele garoto que apenas começava sua trajetória.
| “ | O Neymar é bom jogador, mas quantos gols de cabeça fez na vida? O Vasconcelos era 10 vezes melhor que ele. | ” |

### Contusão
Na reta final da disputa pelo título Paulista de 1956, em partida realizada na Vila Belmiro, no dia 9 de dezembro de 1956, contra o concorrente direto ao título, o São Paulo, Vasconcelos fraturou a perna aos 10 minutos da primeira etapa, em lance com o ainda são-paulino Mauro Ramos. O Santos perdeu o jogo por 3 a 1, viu o rival ameaçar sua conquista.
O Santos acabou vencendo o campeonato paulista daquele ano, mas a lesão praticamente colocou um ponto final na carreira de Vasconcelos. O Santos novamente ficou com o título mas perdeu sua maior estrela.
Em 1957, a vaga deixada por Vasconcelos acabou dando oportunidade no time titular para o garoto Pelé.

### Fim da carreira
Depois de muito tempo parado, voltou aos gramados alguns meses depois e já não era mais o brilhante meia esquerda de antes. Sua última participação com a camisa do Alvinegro ocorreu em 11 de maio de 1958, no Estádio Cristiano Osório, em Poços de Caldas, no amistoso diante do Combinado Caldense/Rio Branco que o Santos venceu por 4 a 0. Ficou pouco tempo na Vila Belmiro e em seguida se transferiu para o Jabaquara.
"Bagaço", como era carinhosamente chamado pelo seus companheiros devido ao hábito de chupar laranja antes dos treinos, fez 175 jogos com a camisa do Santos entre 1953 e 1959, marcando 114 gols.
Vasconcelos ainda atuou pelo Náutico e encerrou sua carreira no interior do Paraná, defendendo o pequeno Apucarana. Em seguida retornou para a cidade de Santos.

## Morte
Vasconcelos morreu em 22 de janeiro de 1983 em Brusque. Foi sepultado anonimamente, morreu abandonado pela família e esquecido pelos poucos amigos.

## Títulos
Vasco da Gama
- Campeonato Carioca: 1949 e 1950

Santos
- Campeonato Paulista: 1955, 1956 e 1958
- Torneio Rio-São Paulo: 1959
- Taça Gazeta Esportiva: 1956 (24 jogos invicto)
- Torneio Internacional da FPF: 1956
- Torneio de Classificação: 1956 (17 jogos invicto)
- Taça Dr. Mário Echandi (Costa Rica): 1959
- Torneio Pentagonal do México: 1959
- Troféu Tereza Herrera (Espanha): 1959
- Torneio de Valência (Espanha): 1959

### Artilharia
- Torneio Rio-São Paulo: 1953 (8 gols)